# 蘭德縣
蘭德縣是美国内华达州中部的一個縣，面積14,295平方公里。根據2020年美國人口普查統計，本縣共有人口5,734人。本縣縣治為巴特爾芒廷。

## 歷史
蘭德縣成立於1862年12月19日，是內華達領地最早成立的九個縣份之一，其縣名紀念於1862年在美國內戰陣亡的美國陸軍準將腓特烈·W·蘭德（Frederick W. Lander）。因埃爾科縣、白松縣及尤里卡縣均自蘭德縣獨立，所以本縣又名「縣之母」。起初，本縣的縣治為雅各布斯春天（Jacob's Spring）。本縣成立一年後，縣治遷至奧斯汀（Austin）。於1979年，縣治才遷至巴特爾芒廷。

## 地理
根據2020年美國人口普查，蘭德縣的總面積為5,519平方英里（14,290平方），其中有5,490平方英里（14,200平方），即99.5%為陸地；29平方英里（75平方），即0.5%為水域。该县既是內華達州面積第九大的縣份，亦是美國面積第49大的縣份。

### 毗鄰縣
- 埃爾科縣：北方
- 尤里卡縣：東方
- 奈縣：南方
- 邱吉爾縣：西方
- 潘興縣：西方
- 洪堡縣：西北

### 國家保護區
- 托伊亞國家森林公園（部分）

## 人口
| 调查年            | 人口  | 备注 | %±     |
| ----------------- | ----- | ---- | ------ |
| 1870              | 2,815 |      | —      |
| 1880              | 3,624 |      | 28.7%  |
| 1890              | 2,266 |      | −37.5% |
| 1900              | 1,534 |      | −32.3% |
| 1910              | 1,786 |      | 16.4%  |
| 1920              | 1,484 |      | −16.9% |
| 1930              | 1,714 |      | 15.5%  |
| 1940              | 1,745 |      | 1.8%   |
| 1950              | 1,850 |      | 6.0%   |
| 1960              | 1,566 |      | −15.4% |
| 1970              | 2,666 |      | 70.2%  |
| 1980              | 4,076 |      | 52.9%  |
| 1990              | 6,266 |      | 53.7%  |
| 2000              | 5,794 |      | −7.5%  |
| 2010              | 5,775 |      | −0.3%  |
| [ 7 ] [ 8 ] [ 9 ] |       |      |        |

根據2000年人口普查，蘭德縣擁有5,794居民、2,093住戶和1,523家庭。其人口密度為每平方英里1居民（每平方公里0.4居民）。本縣擁有2,780間房屋单位，其密度為每平方英里0.5間（每平方公里0.2間）。而人口是由84.41%白人、0.21%黑人、3.99%土著、0.35%亞洲人、0.03%太平洋岛民、8.66%其他種族和2.35%混血构成。而西班牙裔或拉丁美洲人佔了人口18.52%。
在2,093住户中，有39.7%擁有一個或以上的兒童（18歲以下）、59.7%為夫妻、8.1%為單親家庭、27.2%為非家庭、22.3%為獨居、5%住戶有同居長者。平均每戶有2.73人，而平均每個家庭則有3.23人。在5,794居民中，有32.2%為18歲以下、6.8%為18至24歲、29%為25至44歲、25%為45至64歲以及7%為65歲以上。人口的年齡中位數為34歲，女子對男子的性別比為100：105.5。成年人的性別比為100：105.5。
本县的住戶收入中位數為$46,067，而家庭收入中位數則為$51,538。男性的收入中位數為$45,375，而女性的收入中位數則為$22,197，人均收入為$16,998。約8.6%家庭和12.5%人口在貧窮線以下，包括13.5%兒童（18歲以下）及12.9%長者（65歲以上）。

## 外部連結
- Lander County website （页面存档备份，存于）
- Battle Mountain Chamber of Commerce
- Greater Austin Chamber of Commerce （页面存档备份，存于）
- Austin Branch Library
- Battle Mountain Branch Library
- Nevada Central Narrow Gauge